# Hart Ranges
Hart Ranges – pasma górskie łańcucha Gór Skalistych (należące do grupy pasm Far Northern Rockies) leżące w Kanadzie, w prowincji Kolumbia Brytyjska. Od północy ogranicza je rzeka Peace River, przełęcz Peace Pass i jezioro Lake Williston, za którymi znajdują się pasma Muskwa Ranges, a od południa przełęcz Monkman Pass za którymi znajdują się pasma Canadian Rockies (pasmo Sir Alexander Area).
Po wschodniej i północno-zachodniej stronie pasma znajduje się wyżyna Rocky Mountain Foothills, a po zachodniej i południowo-zachodniej Rów Gór Skalistych i płaskowyż McGregor Plateau.
Hart Ranges zajmują powierzchnię 55 690 km² i rozciągają się na długości 367 km (ze wschodu na zachód).
Należą do nich pasma: Misinchinka Ranges,  Dezaiko Ranges, North Hart Range Foothills, Central Hart Ranges i Southeast Hart Ranges.
Główne masywy to: Mont Crysdale (2423 m) i Sentinel Peak (2499 m).
Najwyższym szczytem jest Mount Ovington (2949 m).
Najbliższe miejscowości to: Mackenzie i Tumbler Ridge.